# Petrobia harti
Petrobia harti är en spindeldjursart som först beskrevs av Ewing 1909.  Petrobia harti ingår i släktet Petrobia och familjen Tetranychidae. Inga underarter finns listade i Catalogue of Life.